# Tarsilia di Roma
Tarsilia, o Tarsilla (fl. VI secolo), è stata una religiosa romana, zia di papa Gregorio Magno che ne ricorda la profonda fede; è considerata santa dalla Chiesa cattolica.

## Agiografia
Tarsilia (o Tarsilla), vissuta nel VI secolo, era una delle tre zie di papa Gregorio Magno. Con la sorella Emiliana (o Amelia), si è dedicata a Dio ed è vissuta nella pietà e nella mortificazione. Suo nipote ne ha lodato «l'assiduità nella preghiera, l'astinenza più grave e la modestia» che la ponevano «in grado eminente di santità». 
La tradizione vuole che il corpo della santa, insieme a quello della sorella, sia stato deposto dal nipote nell'area della chiesa dei Santi Andrea e Gregorio al Celio a Roma.

## Il culto
Secondo il Martirologio Romano, il giorno dedicato alla santa è il 24 dicembre:
(Martirologio Romano)
Tarsilia è rappresentata in un'incisione di Jacques Callot del 1632.